# Parc de la station balnéaire maritime
Le parc de la station balnéaire maritime (finnois : Merikylpylänpuisto) est un parc du quartier de Lauttasaari à Helsinki en Finlande.
Le parc est en bordure de la baie Hevosenkenkälahti, à la frontière entre les sections 
Myllykallio (fi) et Vattuniemi.

## Histoire
En 1911, le conseiller commercial Julius Tallberg (fi) achète l'île Lauttasaari à Wilhelm Wavulin. 
Julius Tallberg offre de vendre l'île Lauttasaari à la ville d'Helsinki car, en tant qu'homme d'affaires, il comprend son potentiel de développement. 
Cependant, la ville n'est  pas intéressée par Lauttasaari, même si Julius Tallberg a finalement offert à la ville un prix inférieur à ce qu'il l'avait payée lui-même. Comme Lauttasaari est resté la propriété de Tallberg, il commence à développer l'île afin d'en faire une zone idéale pour les villas.
Il construit un petit café blanc et un restaurant sur la rive de la baie de Hevosenkenkälahti, et nomme l'ensemble casino de Lauttasaari. 
Il rénove la plage et crée  des courts de tennis. 
En 1947, le bâtiment du casino sera détruit par un incendie.
De nos jours, la plage de Lauttasaari est encore appelée plage du casino par les habitants de Lauttasaari.
La plage du parc de la station balnéaire maritime est sablonneuse et l'eau est peu profonde, ce qui attire en particulier les familles avec enfants.
Au début du 20e siècle, il s’agissait de l’une des plages et des destinations de randonnée les plus populaires de la région d’Helsinki. Entre 1913 et 1917, les derniers tramways à cheval d'Helsinki ont parcouru la jetée depuis le traversier de Lauttasaari jusqu'à Katajaharju en passant par la plage du casino.
La plage de sable a des terrains pour le beach volley et le beach handball. 
Il y a aussi deux terrains de basket-ball dans le parc.

## Galerie

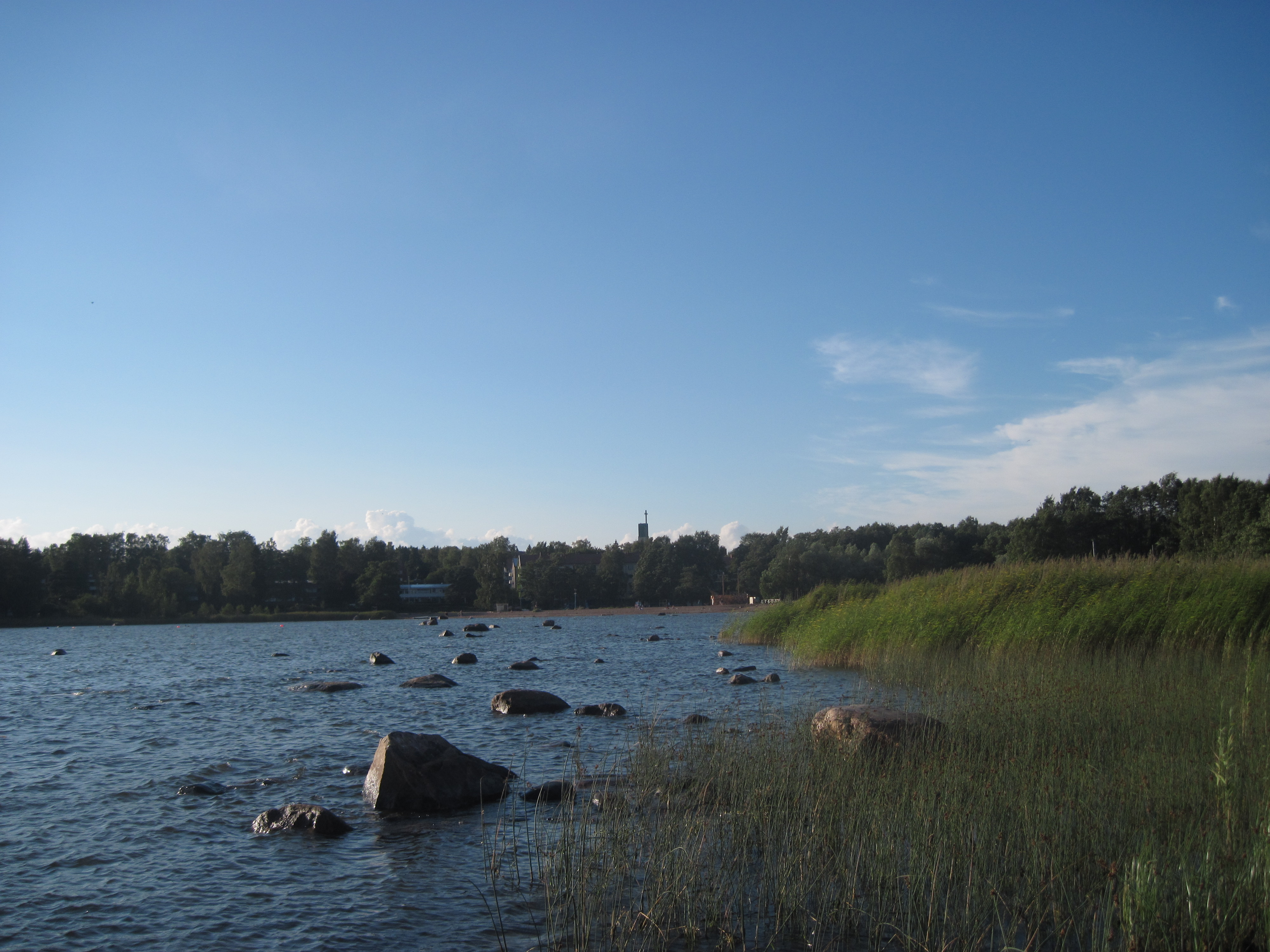
Le parc vu de Vattuniemi. Au fond l'église de Lauttasaari.
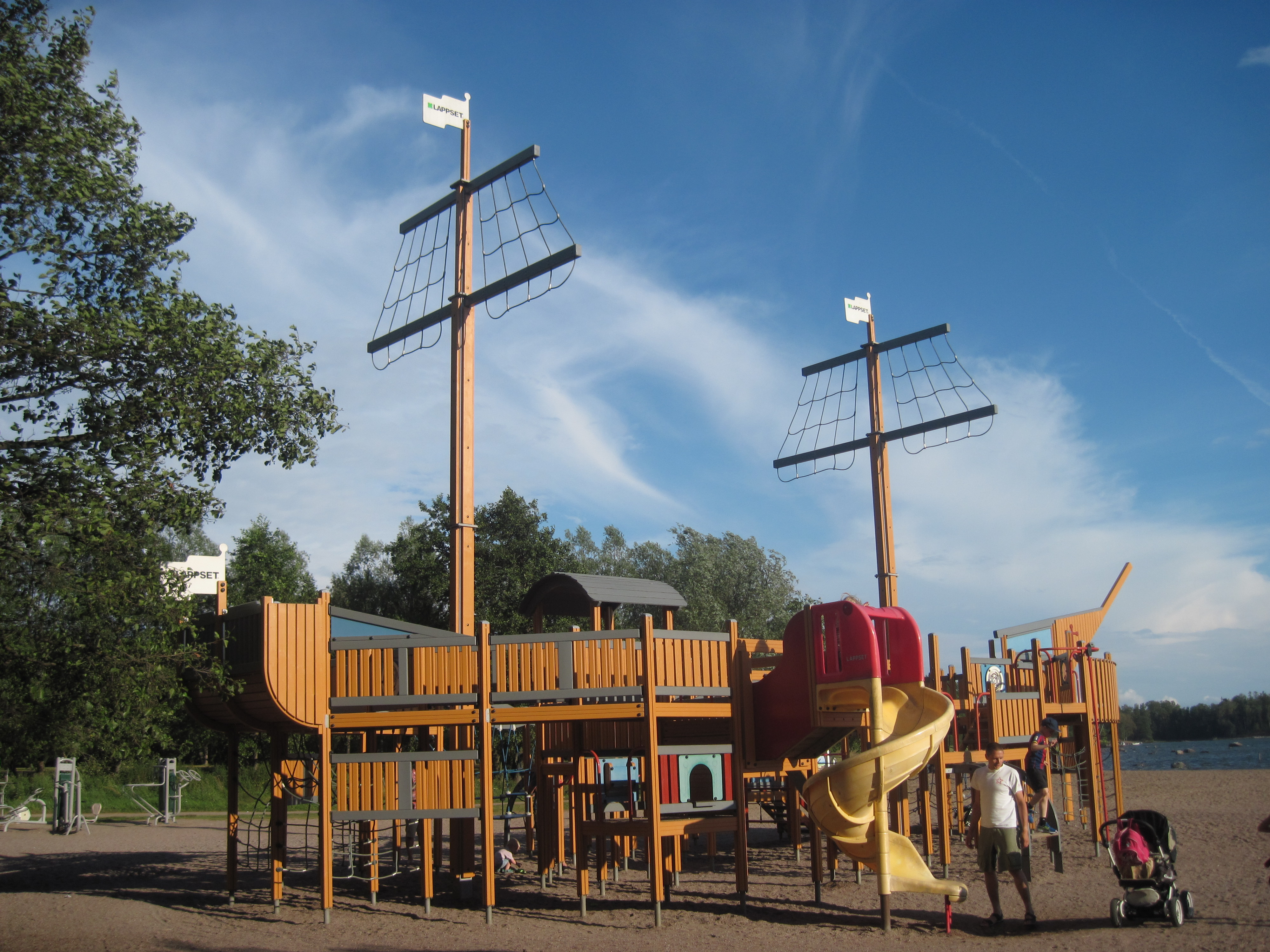
Le bateau de Silja Line sur la plage de Lauttasaari.
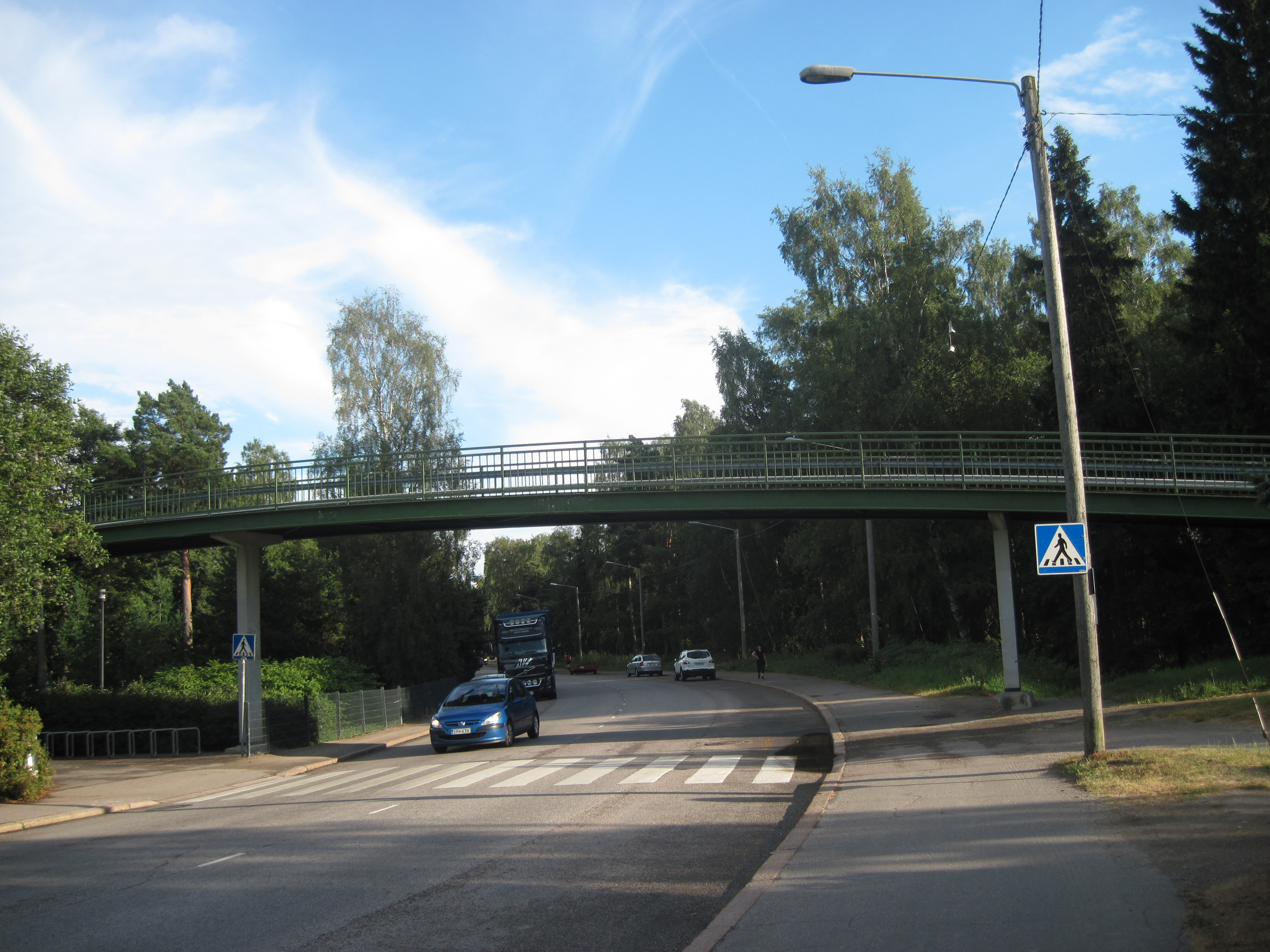
Un pont piétonnier enjambant Särkiniementie.